# Masboquera
Masboquera o Masdemboquera és un poble que pertany al municipi de Vandellòs i l'Hospitalet de l'Infant, a la comarca del Baix Camp.
Masboquera es troba a 228 m d'altitud, a la vora de la carretera C-44, entre Masriudoms i Vandellòs, a una hora i quart de camí, uns cinc quilòmetres, de Vandellòs. Cap al 1930 tenia una setantena d'edificis i explotava mines de ferro. El 1845 va ser afectat per un terratrèmol, que també afectà a Tivissa i Vandellòs, i malmeté moltes cases. Havia format part del terme general de Tivissa.
El poble té 77 habitants censats. Hi ha restaurants a la vora de la carretera.

## Festes locals
El 15 de novembre se celebra la festa major en honor de Santa Isabel d'Hongria.